# CHAOSMOLOGY
『CHAOSMOLOGY』（カオスモロジー）は、日本のバンド・9mm Parabellum Bulletが2020年9月9日に日本コロムビアから発売した初のトリビュート・アルバムである。

## 概要
主体的なものとしては9mm初のトリビュートで、2枚組構成（1枚目はアーティスト達による歌唱、2枚目はインストゥルメンタル）である。
参加アーティストは9mm公式LINEアカウントによるLINE LIVE内にて数回に渡り先行発表された。
9月9日には本作の発売に先駆け、DISC1よりUNISON SQUARE GARDENが演奏する「Vampiregirl」、a flood of circleが演奏する「Black Market Blues」と、DISC2よりRyu Matsuyamaが演奏する「The World」、→Pia-no-jaC←が演奏する「ハートに火をつけて」の計4曲が先行配信された。

## キャンペーン
本アルバムと同日に発売されたシングル『白夜の日々』を同時購入した特典として、タワーレコード・タワーレコードオンライン：6月30日に開催された「カオスの百年～YouTube Super Chat～」のライブ音源から6曲ダウンロード出来るQRコード・パスワードのカード、TSUTAYA RECORDS:「CHAOSMOLOGY」・「白夜の日々」のジャケットをイメージした缶バッジ2個セット、9mm Parabellum Bullet応援店（リストは参考サイトのリンクより確認可能）:「CHAOSMOLOGY」・「白夜の日々」のジャケットをイメージしたポストカード2枚、Amazon:メガジャケ（240mm×240mmのジャケットポスター）の配布（これについてはどちらか一方を購入するとそれに対応したポスターが付属する）。

## 収録曲

### DISC 1
1. Vampiregirl
―UNISON SQUARE GARDEN
2. Supernova
―BLUE ENCOUNT
3. Discommunication
―BiSH
4. キャンドルの灯を
―THE BACK HORN
5. 名もなきヒーロー
―FLOWER FLOWER
6. Black Market Blues
―a flood of circle
7. Talking Machine
―cinema staff
8. ハートに火をつけて
―チャラン・ポ・ランタン
9. カモメ
―ストレイテナー

### DISC 2(Instrumental)
1. Wanderland
―SPECIAL OTHERS
2. ガラスの街のアリス
―fox capture plan
3. Punishment
―mudy on the 昨晩
4. 次の駅まで
―LITE
5. スタンドバイミー
―DEPAPEPE
6. The World
―Ryu Matsuyama[6]
7. Living Dying Message
―アルカラ
8. 黒い森の旅人
―キツネツキ feat.タブゾンビ(SOIL&"PIMP"SESSIONS)&栗原健
9. ハートに火をつけて
― →Pia-no-jaC←

## 演奏
Vampiregirl
- 斎藤宏介：Vocal, Guitar
- 田淵智也：Bass
- 鈴木貴雄：Drums

Supernova
- 田邊駿一：Vocal, Guitar
- 江口雄也：Guitar
- 辻村勇太：Bass
- 高村佳秀：Drums

Discommunication
- BiSH：Vocals
- SCRAMBLES：Arrangement
- 松隈ケンタ：Sound Produce
- 沖悠央、タカキダイ：Recording, Mixing
- 佐藤カズキ：Programming, Guitar
- 小原just begun：Bass
- 若山トシユキ：Drums
- 吉岡紘希：Drum Tech

キャンドルの灯を
- 山田将司：Vocal
- 菅波栄純：Guitar
- 岡峰光舟：Bass
- 松田晋二：Drums

名もなきヒーロー
- yui：Vocal, Guitar
- mafumafu：Bass
- sacchan：Drums
- mura☆jun：Keyboards

Black Market Blues
- 佐々木亮介：Vocal, Guitar
- HISAYO：Bass
- 渡邊一丘：Drums
- アオキテツ：Guitar

Talking Machine
- 飯田瑞規：Vocal, Guitar
- 三島想平：Bass
- 辻友貴：Guitar
- 久野洋平：Drums

ハートに火をつけて
- もも：Vocal
- 小春：Accordion

カモメ
- ホリエアツシ：Guitar，Vocal, Synthesizer
- 大山純：Guitar
- 日向秀和：Bass
- ナカヤマシンペイ：Drums

Wanderland
- 宮原"TOYIN"良太：Drums
- 柳下"DAYO"武史：Guitar
- 又吉"SEGUN"優也：Bass
- 芹澤"REMI"優真：Keyboards

ガラスの街のアリス
- 岸本亮：Piano
- カワイヒデヒロ：Double Bass
- 井上司：Drums

Punishment
- 森ワティフォ、山川洋平、フルサワヒロカズ：Guitar
- 伊藤浩平：Drums
- 朴木祐貴：Bass

次の駅まで
- 武田信幸、楠本構造：Guitar
- 井澤惇：Bass
- 山本晃紀：Drums

スタンドバイミー
- 徳岡慶也、三浦拓也：Acoustic Guitar

The World
- Ryu：Piano
- Tsuru：Bass
- Jackson：Drums

Living Dying Message
- 稲村太佑：Guitar，Violin
- 下上貴弘：Bass
- 疋田武史：Drums
- 為川裕也 (folca)：Guitar

黒い森の旅人
- 菅原卓郎、滝善充：Guitar
- タブゾンビ：Trumpet
- 栗原健：Saxophone
- 渡部宏生 (heaven in her arms, SZKN)：Drums
- 福井健太 (People In The Box)：Bass